# Зомбрсько-Ґурне
Зомбрсько-Ґурне (пол. Ząbrsko Górne, нім. Ober Sommerkau) — село в Польщі, у гміні Пшивідз Ґданського повіту Поморського воєводства.
У 1975—1998 роках село належало до Гданського воєводства.